# 李木森
李木森（？？—？？），文化大革命爆发时是重庆江陵机器厂助理技术员，是“反到底派”的主要指挥者，曾任重庆市革命委员会副主任。著有《亲历重庆大武斗——重庆反到底派一号勤务员自述》（李木森回忆，何蜀整理、注释，中国文化传播出版社，2011年出版）。